# 巴利纳
巴利纳是爱尔兰共和国梅欧郡的最大城镇。巴利纳也是拜登的祖籍地，拜登曾於2016年和2023年兩次拜訪當地。

## 友好城市
- 法國 阿蒂斯蒙斯